# 馬卡拉卡斯區
馬卡拉卡斯區，是巴拿馬的一個行政區，位於該國中南部，由洛斯桑托斯省負責管轄，始建於1848年，面積504.6平方公里，2010年人口9,021，人口密度每平方公里17.88人。